# Free to Be Dirty: Live!
Albums de Ol' Dirty Bastard
The Definitive Ol' Dirty Bastard Story
(2005) Message to the Other Side, Osirus Part 1
(2009)
Free to Be Dirty: Live! est un album live d'Ol' Dirty Bastard, sorti  le 30 août 2005, à titre posthume.
L'album a été enregistré lors d'un concert donné au Toad's Place à New Haven en octobre 2003.

## Liste des titres
| No  | Titre                  | Durée |
| --- | ---------------------- | ----- |
| 1.  | Intro                  | 0:21  |
| 2.  | You Nasty              | 3:45  |
| 3.  | Cold Blooded           | 3:50  |
| 4.  | Interlude #1           | 0:33  |
| 5.  | Good Morning Heartache | 4:13  |
| 6.  | Got Your Money         | 3:59  |
| 7.  | Interlude #2           | 0:37  |
| 8.  | Big Baby Jesus         | 2:48  |
| 9.  | Interlude #3           | 1:14  |
| 10. | Stomp                  | 2:23  |
| 11. | Hippa to da Hoppa      | 2:28  |
| 12. | Don't You Know         | 4:28  |
| 13. | Shimmy Shimmy Ya       | 2:35  |
| 14. | Baby Baby C'mon        | 2:47  |
| 15. | Interlude #4           | 0:52  |
| 16. | Brooklyn Zoo           | 3:20  |
| 17. | Interlude #5           | 1:04  |
| 18. | Pop Shit               | 3:26  |
| 19. | Recognize              | 3:30  |
| 20. | Nigga Please           | 1:55  |
| 21. | Outro                  | 1:13  |
| 22. | Outro (Studio)         | 1:55  |